# Хроменков, Валерий Петрович
Валерий Петрович Хроменков (родился 25 февраля 1945) — советский регбист и регбийный тренер, выступавший на позиции хукера. Известен по многолетней работе с регбийной командой МАИ. Мастер спорта СССР (1971), заслуженный тренер России (1997).

## Игровая карьера
Окончил Московский авиационный институт в 1968 году (институт № 6). Регби увлёкся во время учёбы, выступал за команду МАИ с 1963 по 1973 годы. В 1968 году выступал с клубом на чемпионате Москвы, в 1969 году дебютировал в чемпионате СССР, с 1970 по 1973 годы играл в группе «А» чемпионата СССР. Серебряный призёр чемпионата СССР (1971). Неоднократно становился победителем призёром первенств спортивного общества «Буревестник».

## Тренерская карьера
В 1970—1974 годах был тренером юношеской команды МАИ, в 1974—1981 годах — тренер юниорских команд клуба «Слава». Под его руководством юниоры «Славы» шесть раз выигрывали чемпионат СССР. В 1977—1981 годах — тренер, старший тренер юниорской сборной СССР, с которой завоёвывал бронзовые и серебряные медали чемпионата Европы.
В 1977 и 1978 годах Хроменков выигрывал Кубок Дружбы с юниорской сборной, руководя командой вместе с Владимиром Некрасовым. В розыгрыше 1977 года, прошедшем в Бухаресте, сборная СССР обыграла на предварительном этапе Польшу (46:0) и Чехословакию (30:4), а в финале победила Румынию (18:12). В розыгрыше 1978 года, проходившем в Польше. команда победила Чехословакию (60:6) и Болгарию (86:0) в подгруппе, обыграв в финале Польшу (21:0), В 1984—1986 годах — тренер команды мастеров МАИ в составе МГС «Буревестник».
В 1991—2007 годах был старшим тренером и тренером юниоров в СДЮШОР «Слава». В 2000—2002 годах — тренер юниорской сборной России. В 2007—2010 годах — старший тренер и тренер молодёжного состава ДЮСШ «Марьино». В 2008 году тренер молодёжной сборной России. С 2013 года — старший тренер СШОР «Трудовые резервы».
С 1991 года является бессменным старшим тренером клуба МАИ и доцентом кафедры физического воспитания МАИ. Официально занимает должность инструктора по спорту в отделе физкультурной и спортивной, оздоровительной работы с обучающимися. Тренирует команды по регби-15, регби-7 и снежному регби.

## Достижения
- Серебряный призёр чемпионата СССР: 1971[1]

## Награды
- Мастер спорта СССР: 1971[1]
- Заслуженный тренер России: 1997[1]